# Ernst von Vegesack
Ernst Mattias Peter von Vegesack  (uttal: [fe'jsack]), född 18 juni 1820 i Hemse på Gotland, död 12 januari 1903 i Stockholm, svensk friherre, militär (generalmajor) och riksdagspolitiker. Han var frivillig i unionsarmén under amerikanska inbördeskriget. Efter sin återkomst till Sverige, tilldelades han graden brigadgeneral och mottog Medal of Honor 1893 för tapperhet under slaget vid Gaines's Mill.

## Biografi

### Karriär i Sverige
von Vegesack föddes i Gannarve i Hemse på Gotland som son till löjtnant, baron Eberhard Ferdinand Emil von Vegesack (1794–1855) och Ulrica "Ulla" Christina Sophia Lythberg (född 1799). Han hade sju syskon. Han var brorson till Johan Fredrik Ernst von Vegesack. von Vegesack blev jägare vid Visby jägarkompani vid Gotlands nationalbeväring 1835, förste konstapel 1836 och blev sergeant året efter. Han avlade styckjunkarexamen 1838, officersexamen 1839 och gradpassexamen 1840. von Vegesack var underlöjtnant vid Gotlands nationalbeväring 1840, överfördes till Dalregementet (I 13) 1842 och blev andre löjtnant 1843. Under åren 1844–1850 biträdde han, som avlagt lantmäteriexamen och skeppsmäteriexamen, som lantmätare inom Stora Kopparbergs län. Han utnämndes till förste löjtnant 1852. Mellan 1 maj 1852 och den 10 juni 1853 samt mellan 1 maj och 1 november 1854 var han batterichef på Saint-Barthélemy i Västindien. Återkommen till Sverige befordrades han till kapten och kompanichef vid Dalregementet (I 13) 1857. von Vegesack blev andre kapten 1858. Från 1858 innehade han trafikchefsbefattningen vid Gävle–Dala Järnväg.

### Amerikanska inbördeskriget

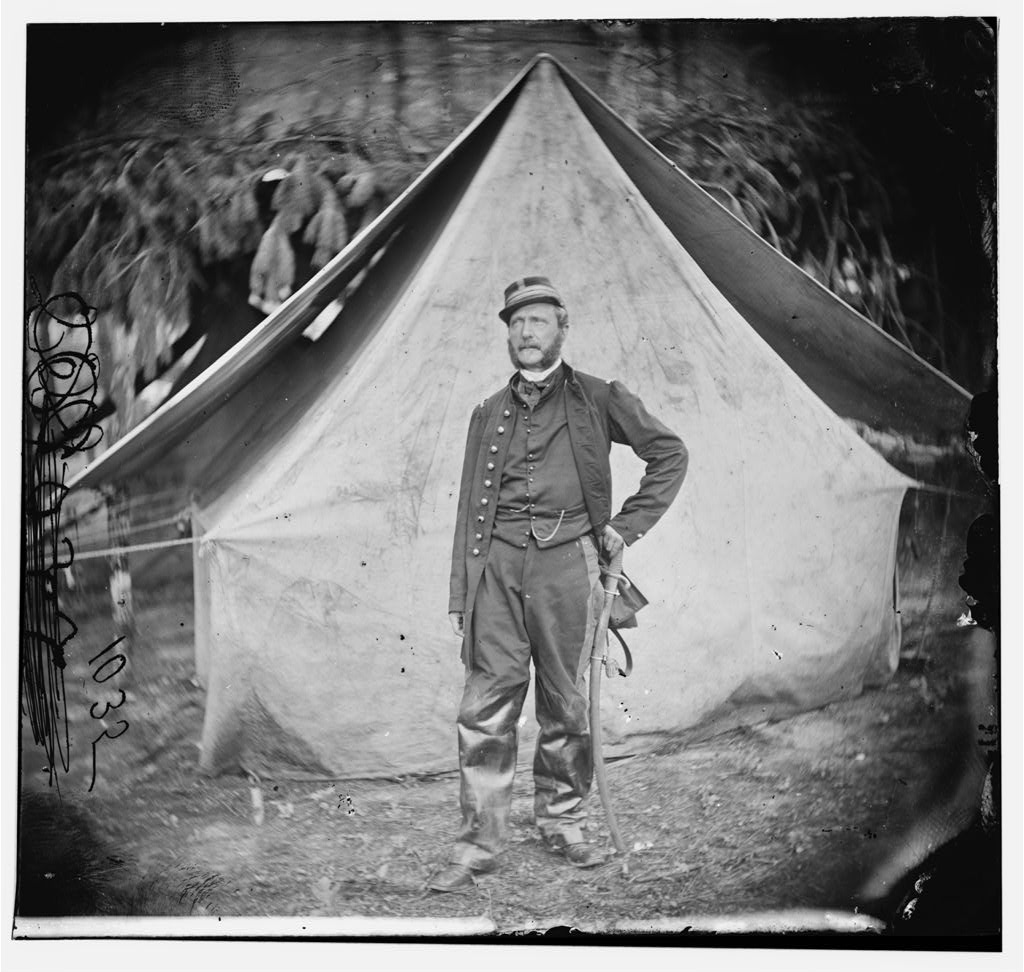
Ernst von Vegesack vid tiden för sitt avsked från unionsarmén.

von Vegesack deltog 1861–1863 i amerikanska inbördeskriget. Han träffade den amerikanska utrikesministern William H. Seward innan han fick sitt första befäl den 21 september 1861 då han inskrevs han i New York som kapten vid 58th Ohio Volunteer Infantry. Innan han lämnade New York utnämndes han till major den 28 oktober i 20th New York Volunteer Infantry Regiment som vid den tiden var förlagt vid Fort Monroe vid Jamesflodens mynning i delstaten Virginia. Han placerades dock i general John E. Wools stab men begärde förflyttning som avslogs. Istället kommenderades von Vegesack som adjutant hos general Joseph K. Mansfield och deltog i artilleribombardemanget vid det befästade Newport-News, Virginia. Där kunde han den 9 mars 1862 se den berömda striden mellan CSS Virginia och USS Monitor vid Slaget vid Hampton Roads. von Vegesack begärde avsked från sin stabstjänst och anställdes som frivillig i general George B. McClellans Army of the Potomac vid hans belägring av Yorktown.
Som adjutant till general Daniel Butterfield deltog han i slagen vid Hanover Court House, Seven Pines och Fair Oaks. Han deltog i slaget vid Mechanicsville, Gaines's Mill, Savage's Station och Malvern Hill. Som belöning för hans insats vid Gaine's Mill den 27 juni blev Vegesack den 19 juli utnämnd till överste för 20th New York Infantry Regiment, även kallat Turner Rifles. Han blev dock sjuk i dysenteri och spenderade en månad i New York medan han återhämtade sig och kunde ta befälet över regementet. Han fick befälet över den 3:e brigaden i general William Farrar Smiths division i 6:e armékåren. Han deltog i slagen vid Manassas och Bull Run. Han erövrade höjderna utanför Jefferson, Maryland. Han visade beundransvärd tapperhet vid slaget vid Antietam. Vegesack deltog i slaget vid Fredericksburg som regementschef, 1863 i stormningen och intagandet av befästningen kring Fredericksburg och i slaget vid Salems höjder, där han med sitt regemente utgjorde en del av vänstra flanken av general Joseph Hooker vid slaget vid Chancellorsville då stridande armé.
Vegesack tog avsked från Union Army den 1 juni 1863 och återvände till Sverige. Den 22 februari 1866 nominerade president Andrew Johnson von Vegesack för en utnämning som brigadgeneral, från och med den 13 mars 1865. USA:s senat bekräftade utnämningen den 10 april 1866. Under kriget träffade von Vegesack president Abraham Lincoln och han beskrev presidenten senare: ”Han såg precis ut som en sockenskomakare. Hvilken halsduk! Och hans byxor voro trasiga, Han hade bestämdt trampat på hasorna, som man säger. Men en af de älskligaste och mest hjärtevinnande människor som jag någonsin träffat, var han.”

### Åter i Sverige
Han var överstelöjtnant och chef för Västerbottens fältjägarkår 1864–1868 samt överste och chef för Hälsinge regemente 1868–1873. von Vegesack var militärbefälhavare på Gotland 1873–1884 och blev generalmajor i armén samt generalbefälhavare för femte militärdistriktet 1884 fram tills sitt avsked 1888.
Som riksdagsman var von Vegesack 1865–1866 ledamot av Ridderskapet och adeln. Åren 1879–1887 var han ledamot av första kammaren, invald i Gotlands läns valkrets. Han var ledamot av kommittén för lantförsvarets ordnande 1880–1882. Han blev ledamot av första klassen av Kungliga Krigsvetenskapsakademien 1864.
von Vegesack gifte sig den 21 oktober 1865 med Edla Amalia Sergel (1823–1881). De fick inga barn. von Vegesack avled den 12 januari 1903 på Tegnérlunden 6 i Stockholm. Han gravsattes den 22 januari 1903 på Norra begravningsplatsen i Solna kommun.

## Medal of Honor
Grad och organisation: Major och Aide de Camp, U.S. Volunteers. Plats och datum: Vid Gaines's Mill, Virginia, 27 juni 1862. Inskrev i tjänst vid: New York, N.Y. Född: Sverige. Utgivningsdatum: 23 augusti 1893.
Hedersomnämnande:
While voluntarily serving as aide_de_camp, successfully and advantageously charged the position of troops under fire.

## Utmärkelser

### Svenska utmärkelser
- Riddare av Svärdsorden
- För tapperhet i fält

### Utländska utmärkelser
- Medal of Honor